# Andrea Vecchio
Andrea Vecchio (Santa Venerina, 14 settembre 1939) è un imprenditore ed ex politico italiano.
Imprenditore edile noto per il suo impegno contro la mafia, ha fondato la Cosedil S.p.A., società che opera nel settore edile. È stato deputato nella XVII Legislatura, nella quale era il più anziano deputato in carica.

## Biografia
Dopo il diploma di geometra e diverse esperienze professionali, prima come collaboratore in uno studio di ingegneria, quindi come dipendente in un'impresa di costruzioni e infine come libero professionista, costituisce nel 1968 con un'impresa individuale, trasformandola prima in una Società a responsabilità limitata e successivamente in una Società per azioni.
Nel corso degli anni, l'impresa di Vecchio ha subito attentati e danni ai cantieri, ai depositi e agli automezzi. L'attentato più eclatante, ha dato avvio a una serie di iniziative pubbliche. Da quel momento Vecchio è stato coinvolto in numerose attività con i ragazzi delle scuole, andando in giro per la Sicilia ma anche nel resto d'Italia, a portare la sua testimonianza.
Da settembre 2002 a giugno 2004 è stato presidente della Associazione nazionale costruttori edili di Catania.
Da novembre 2004 a marzo 2006 è stato presidente della Cassa edile di Catania.
Da novembre 2009 a luglio 2016 è stato presidente della Edilstampa s.r.l.
Nel giugno 2012 viene nominato assessore alle Infrastrutture e Mobilità della Regione Siciliana dal presidente Raffaele Lombardo. Nel settembre 2012 lo stesso Lombardo però gli revoca le deleghe.
Alle elezioni politiche del 2013 è candidato come capolista nella Circoscrizione Sicilia 2 per la lista Scelta Civica con Monti per l'Italia alla Camera e viene eletto deputato.
Ad agosto 2016 abbandona Scelta Civica e passa al Gruppo misto, pur continuando a sostenere la maggioranza.

## Opere
- Ricette di legalità, Novantacento Edizioni, Palermo, 2009, ISBN 978-8890316968
- Viaggio di una vita, La nave di Teseo, Milano, 2017, ISBN 9788893443500